# بيلة سوار (أردبيل)
بيلة سوار (بالإنجليزية: Bileh Savar)‏ هي مدينة تقع في إيران في أردبيل. يقدر عدد سكانها بـ 14,027 نسمة .